# There Will Be Buds
«There Will Be Buds» (укр. «Будьмо друзями») — шоста серія двадцять восьмого сезону мультсеріалу «Сімпсони», прем'єра якої відбулась 6 листопада 2016 року у США на телеканалі «Fox».
Серія присвячена пам'яті сценариста Кевіна Карена, який помер за 11 днів до того у віці 59 років.

## Сюжет
Під час гри на відкритті сезону футбольної команди початкової школи «Спрінґфілдські нейтрони» надмірна кількість диму спецефектів заповнює поле, внаслідок чого вся команда врізається один в одного. Хоча ніхто не постраждав, але батьки лякаються, припускаючи, що їхні діти отримали струс мозку. Зрештою, футбольний сезон призупинено.
На міських зборах такі альтернативи, як бейсбол чи баскетбол, нікого не влаштовують. Коли Кірк ван Гутен намагається викласти ідею тренування молодшої команди з лакросу, ніхто не хоче його чути. Мардж відчуває себе погано від того, що всі, включно з Луан, ставляться до Кірка як до сміття, і наказує неохотному Гомеру змусити натовпу стихнути та послухати Кірка. У юності він був зіркою цього вида спорту, але зламав зап'ястя «даючи п'ять» шанувальникам. Прояв чудових здібностей з цього вида спорту самого Мілгауса, змушує всіх ігнорувати дуже високий рівень струсів у лакросі та створити для нього нову дитячу лігу.
Команда складається з Кірка та Гомером, де Кірк — фактичний тренер, а Гомер — допомагає осторонь, нарізаючи апельсини. Їхня команда легко перемагає в своїх іграх, пробиваючи шлях матчу чемпіонату і даруючи дітям чудовий час. Кірк починає сприймати Гомера як свого нового найкращого друга. Однак, Гомера, хоча і враженого його чудовими тренерськими навичками, все більше дратує весь час, який вони змушені проводити разом (не в останню чергу, коли Кірк намагається змусити Гомера піти у стриптиз-клуб, а Гомер цього не хоче). Несподівано, Кірк чує, що Гомер довго його ображає і лише вдавав його друга заради команди. В результаті, Кірк зникає у той час, коли команда потребує його для гри в чемпіонаті.
Гомер дізнається від Луан, що Кірк зняв усі свої гроші однодоларовими купюрами. Він миттєво усвідомлює, що Кірк втік у стрип-клуб. Підбадьорений Мардж, командою та, врешті решт, натовпом, Гомер вирушає шукати Кірка, відвідуючи всі бари міста і, зрештою, досягає успіху. Коли Гомер намагається змусити Кірка повернутися до гри, він сердито відмовляється і каже, що між ним та Гомером нічого не було справжнім. Коли Гомер каже, що поважає Кірка за те, що перетворив їхніх дітей з невдах на переможців, Кірк надихається повернутися до тренерської роботи. Власник клубу нагадує Кірку, що той заборгував 15 тисяч доларів за час, який він провів у клубі, і продовжує охороняти безпеку клубу. На щастя для Гомера і Кірка, стриптизерки клубу з розумінням ставляться до їхньої ситуації, оскільки всі вони — мами з маленькими дітьми, і дозволяють їм використовувати вертоліт з клубу, щоб вчасно дістатися до гри.
Команда Кірка перемагає у чемпіонаті. Потім, поки дітям подобається переможна піца, Гомер щиро пропонує Кірку «дати п'ять». На жаль, історія повторюється, і обидва, зрештою, ламають зап'ястя. Вони опиняються в одній лікарняній палаті, де Гомер продовжує дратуватись Кірком…
У сцені під час титрів Кірк робить відео для MyTube. Глядач поступово переходить до різних частин аж до кінця, що включає в себе сегмент по підготовці його знаменитих рисових бутербродів і розповідаючи свої теорії змови 9/11.

## Ставлення критиків і глядачів
Під час прем'єри серію переглянули 3,14 млн осіб з рейтингом 1.4, що зробило її найпопулярнішим шоу на каналі «Fox» тієї ночі.
Денніс Перкінс з «The A.V. Club» дав серії оцінку B+, похваливши роботу над візуальною частиною режисера Метью Фонана. Він також сказав:
|  | Серія виглядає чудово… Це одна історія, добре розказана. Епізод «Сімпсонів», в якому небагато часу, щоб перехопити подих, часто є хорошим знаком. |

Згідно з голосуванням на сайті The NoHomers Club більшість фанатів оцінили серію на 5/5 із середньою оцінкою 3,9/5.